# Аукштайтський національний парк
Аукштайтський національний парк (лит. Aukštaitijos nacionalinis parkas) — національний парк на північному сході Литви, за 100 км на північ від Вільнюса. Є найстарішим з литовських національних парків, був заснований 1974 року. Первинно мав назву Національного парку Литовської РСР та був першим подібним парком республіки. 1991 року були засновано ще 4 парки й усі вони були названі за етнографічними назвами регіонів Литви, тоді парк й отримав назву від назви регіону — Аукштайтія.
Площа парку становить 405,7 км². Близько половини всієї території парку розташовано у межах Ігналінського району, решта території розподілена між Утенським і Швянченіським районами. Близько 2,1 % території є суворо охоронною зоною. Доступ до тієї зони можливий лише у супроводі працівника парку.

## Природа

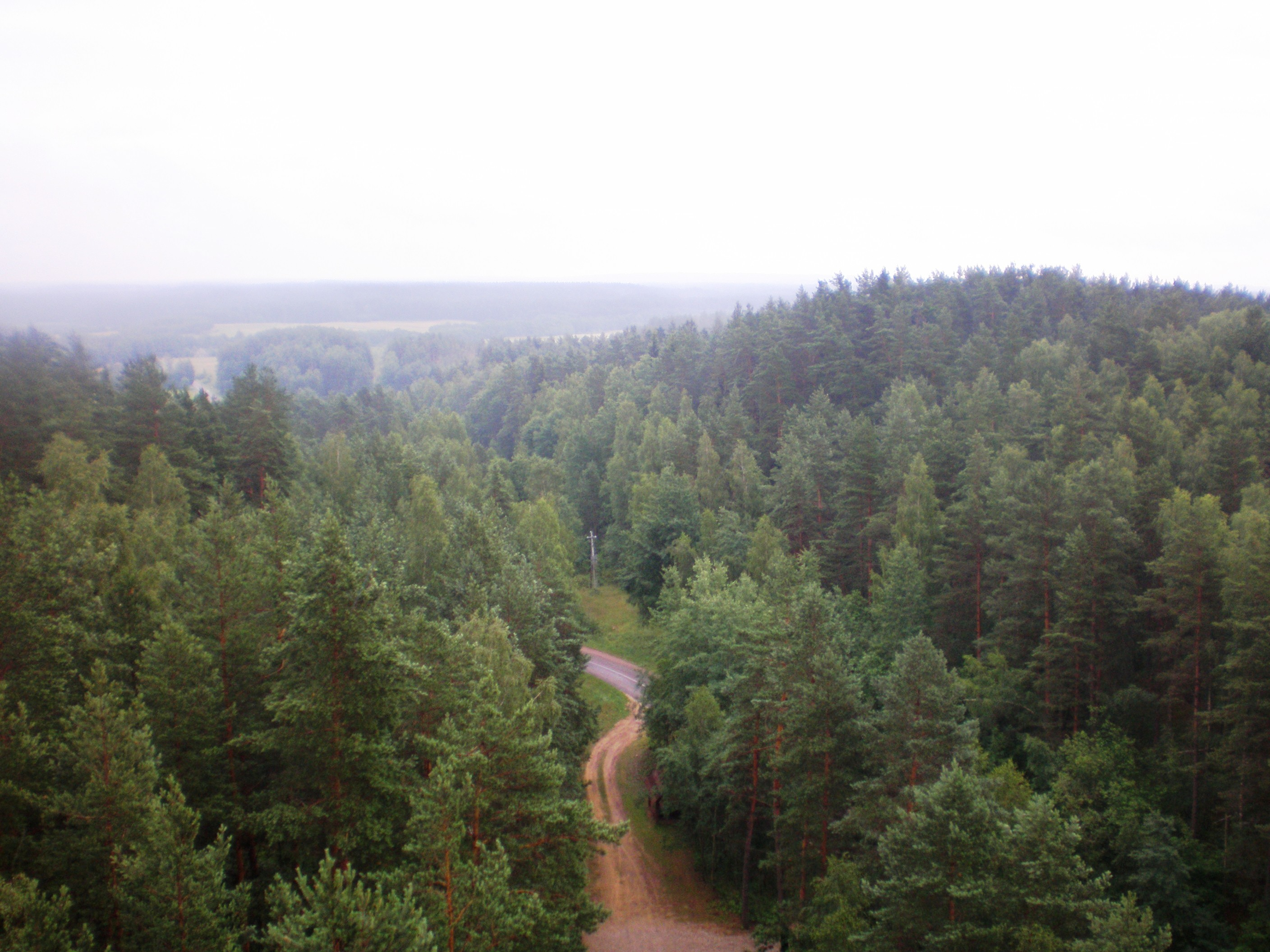

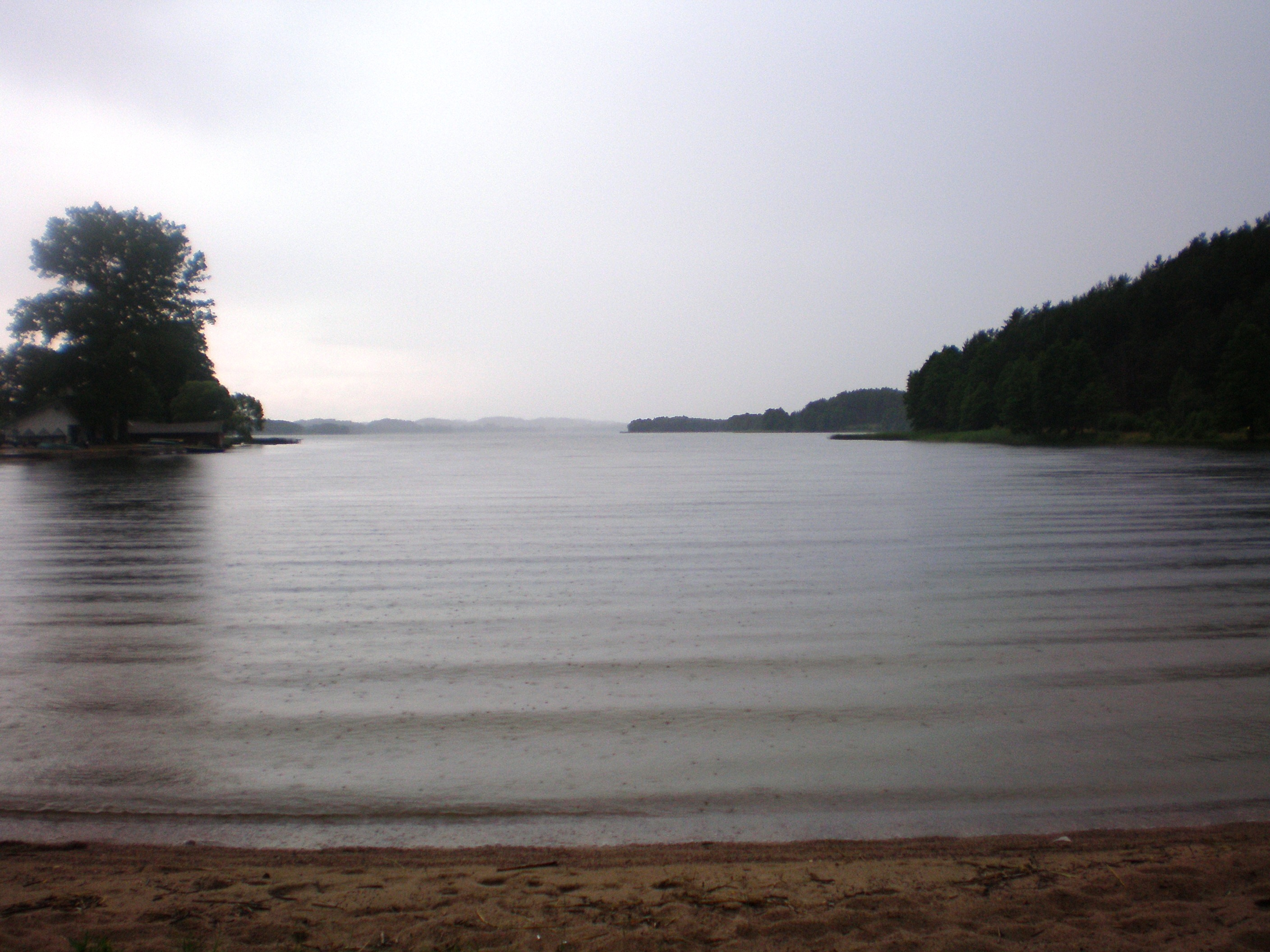
Озеро Лушяй

Флора парку налічує 64 види рослин, 8 видів грибів, 48 видів птахів, які занесено до Червоної книги Литви. Аукштайтський національний парк відомий своїм біорозмаїттям — 59 % усіх видів рослин, що зустрічаються у Литві, ростуть у парку, що займає менше 1 % території країни. Понад 70 % території парку вкрито лісами, основна маса яких є сосновими насадженнями. Вік деяких дерев перевищує 200 років.
На території парку розташовано 126 озер, більшість з яких поєднуються струмками та невеликими річками. Озера займають 59,30 км² (15,5 % території парку). В тому числі на території парку розташовано найбільше з литовських озер — Кретуонас (8,29 км²), та найглибше — озеро Таураньяс (60,5 м). 14 озер мають площу поверхні понад 1 квадратний кілометр кожне, площа поверхні ще 6 озер становить від 0,5 до 1 км², 35 озер — від 5 до 50 гектарів. Решта озер менші за розмірами, деякі з них поступово перетворюються на болота. Озеро Балуошас має 7 островів, на одному з яких є власне озерце. З того озерця витікає струмок, що впадає в Балуошас — це єдине озеро в озері у Литві. Озера мають популярність серед тих, хто шанує водний туризм на каяках. Нині інфраструктура для водного туризму достатньо розвинута.
Найбільша річка парку — Жеймяна (довжина русла на території парку складає 22 км, загальна довжина сягає 114 км), що впадає до річки Няріс. Усі річки й озера парку належать до басейну Жеймяни.
Один з найбільш мальовничих видів національного парку відкривається з пагорба Ладакальніс, звідки видно шість озер. Його висота становить 175 метрів над рівнем моря. Пагорб є пам'яткою природи.

## Села

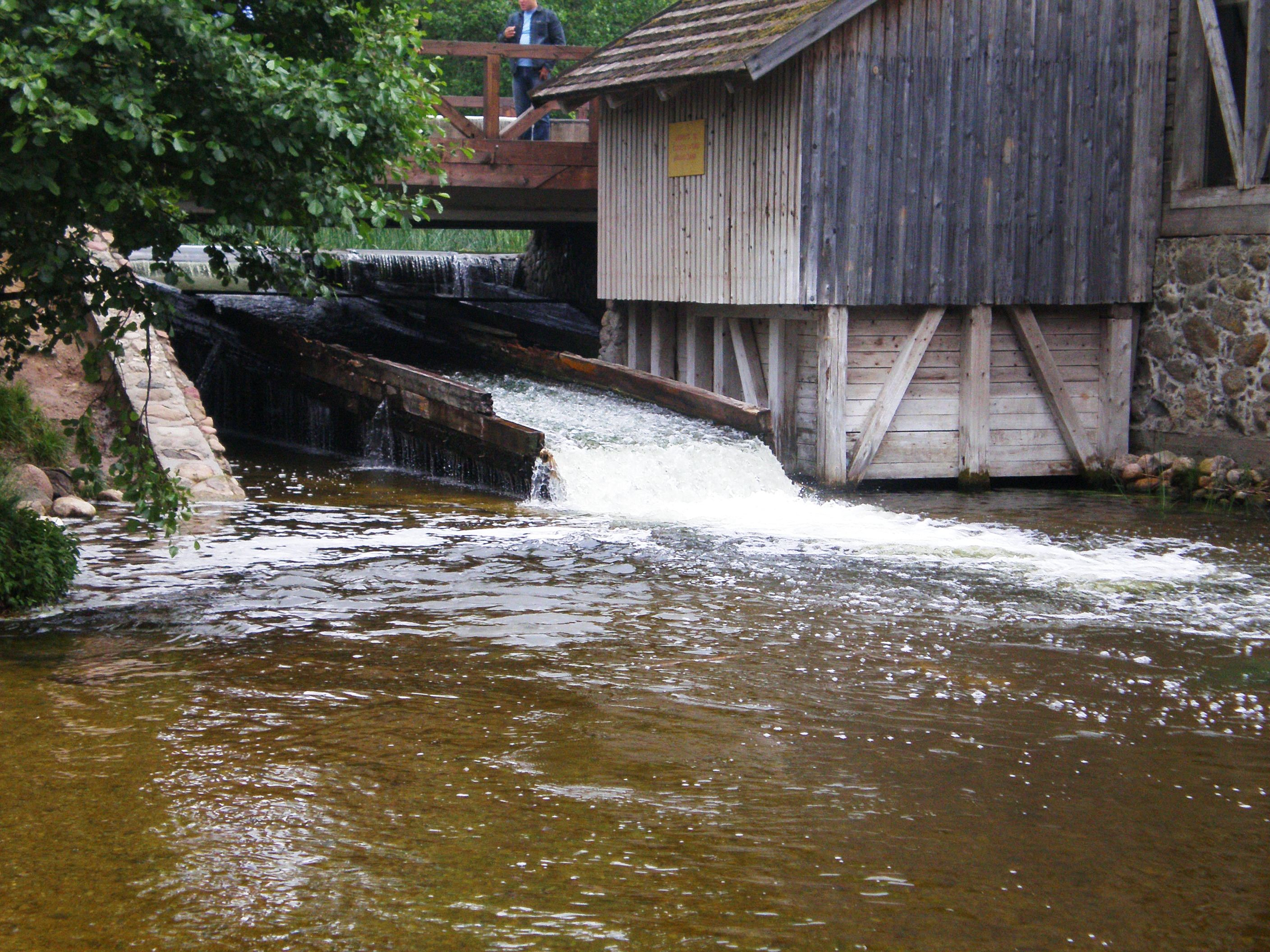
Млин у селі Гінучай

На території парку розташовано 116 сіл, у яких постійно проживають близько 2300 осіб. Перші села згадуються з XIV століття (перша згадка у письмових джерелах про столицю Литви Вільнюс датована 1323 роком).
Найвідомішим із тих сіл є Палуше, де розміщується адміністрація парку. Окрім того село відоме завдяки храму, збудованому 1750 року. Він вважається найстарішою дерев'яною церквою Литви та був зображений на банкноті номіналом в 1 лит. Найстарішим селом на території парку є Стріпейкяй, нині відоме завдяки унікальному музею бджільництва. Ще одне село — Гінучай — приваблює туристів розташованим у ньому млином XIX століття. Найбільш населеним селом є Калтаненай, у якому проживають 300 жителів.
У селі Шумінай 1972 року було знято фільм про національного народного героя Тадас Блінда. Те і ще п'ять інших сіл було оголошено пам'ятками архітектури.

## Археологія
Знахідки археологів вказують на те, що територія, де нині розташований Аукштайтський національний парк, була заселена близько 9 тисячоліття до н. е. Більше знахідок належить до 3 тисячоліття до н. е. На території парку було знайдено 45 поховань, що датуються IV-XII століттями. Місцеві поховання налічують до 400 курганів (зазвичай до кількох метрів у діаметрі, найбільший — 20 метрів). Кургани зазвичай оточені кільцем каменів або мілкими канавами. Людей ховали разом із речами, які вони могли б використовувати у загробному житті — ювелірні вироби, інструменти, зброя, навіть коней. Також на території парку віднайдено 11 городищ.